# Andreas Lienkamp
Andreas Lienkamp (* 1962 in Oberhausen) ist ein deutscher katholischer Theologe. Er ist seit 2011 Professor für Christliche Sozialwissenschaften an der Universität Osnabrück.

## Leben
Lienkamp studierte katholische Theologie und Sozialwissenschaften an der Westfälischen Wilhelms-Universität in Münster. Dort prägte ihn die Theologie der Befreiung Lateinamerikas und die Politische Theologie von Johann Baptist Metz, bei dem er auch seine Diplomarbeit schrieb. Nach dem Staatsexamen in beiden Studienfächern war er von 1989 bis 1993 Wissenschaftlicher Mitarbeiter am Institut für Christliche Sozialwissenschaften der Universität Münster bei dem Schweizer Moraltheologen und Sozialethiker Franz Furger und ab 1993 bis 2002 Dozent für Christliche Sozialethik an der Katholischen Akademie des Bistums Essen „Die  Wolfsburg (Mülheim an der Ruhr)“. 1999 promovierte Lienkamp an der Katholisch-Theologischen Fakultät der Universität Münster zum Dr. theol. mit der Dissertation Ein vergessener Brückenschlag. Theodor Steinbüchels Sozialismusrezeption im kirchlichen, theologischen und politischen Kontext – eine christlich-sozialethische Relecture. Für die Arbeit, sie wurde summa cum laude bewertet und im Jahre 2000 bei Schöningh veröffentlicht, erhielt er den Dissertationspreis der Universität Münster.
Nach verschiedenen Lehraufträgen, unter anderem an der Philipps-Universität Marburg, war er von 2002 bis 2011 Professor für theologisch-ethische Grundlagen Sozialer Arbeit an der Katholischen Hochschule für Sozialwesen Berlin. 2008 habilitierte er sich an der Katholisch-Theologischen Fakultät der Otto-Friedrich-Universität Bamberg mit der Habilitationsschrift Der Klimawandel als Frage der Gerechtigkeit. Ein Beitrag zu einer Ethik der Nachhaltigkeit in christlicher Perspektive. Diese Abhandlung wurde mit dem Habilitationspreis der Universität Bamberg und dem Philosophischen Buchpreis des Forschungsinstituts für Philosophie Hannover als beste philosophische Neuerscheinung der zurückliegenden drei Jahre zum Thema Denken des Klimawandels ausgezeichnet. 2008 bis 2011 war  er außerdem Privatdozent für Christliche Sozialethik an der Universität Bamberg. 2011 folgte er dem Ruf auf die Professur für Christliche Sozialwissenschaften am Institut für Katholische Theologie der Universität Osnabrück. Von 2011 bis 2013 war er Direktor des Institutes.
Lienkamp ist seit 2001 Mitglied der Arbeitsgruppe für ökologische Fragen der Deutschen Bischofskonferenz, seit 2002 Mitglied der Internationalen Vereinigung für Moraltheologie und Sozialethik und seit 2005 des Netzwerkes Soziale Theologie. 2004 gehörte er zu den Gründungsmitgliedern des Berliner Instituts für christliche Ethik und Politik. Seit 2005 ist er Mitglied der Arbeitsgemeinschaft der Sozialethikerinnen und Sozialethiker des deutschsprachigen Raumes, seit 2011 des Zentrums für Demokratie- und Friedensforschung der Universität Osnabrück. Er ist Autor und Herausgeber von über 130 Fachveröffentlichungen.

## Veröffentlichungen (Auswahl)

### Autor
- Für eine Zukunft in Solidarität und Gerechtigkeit. Wort des Rates der Evangelischen Kirche in Deutschland und der Deutschen Bischofskonferenz zur wirtschaftlichen und sozialen Lage in Deutschland. Eingeleitet und kommentiert von Marianne Heimbach-Steins und Andreas Lienkamp, unter Mitarbeit von Gerhard Kruip und Stefan Lunte, Bernward bei Don Bosco, München 1997, ISBN 3-7698-1043-0 (Digitalisat)
- Theodor Steinbüchels Sozialismusrezeption. Eine christlich-sozialethische Relecture. (Dissertationsschrift) Schöningh, Paderborn / München / Wien / Zürich 2000, ISBN 3-506-75185-9 (Digitalisat)
- Klimawandel und Gerechtigkeit. Eine Ethik der Nachhaltigkeit in christlicher Perspektive. (Habilitationsschrift) Schöningh, Paderborn / München / Wien / Zürich 2009, ISBN 978-3-506-76675-5 (Digitalisat)
- Widerstand gegen Rechtsextremismus – eine Christenpflicht. Klärungen und Argumente aus theologisch-ethischer Perspektive. Mit Stefan Kurzke-Maasmeier und Andreas Lob-Hüdepohl, Berliner Institut für Christliche Ethik und Politik, Berlin 2009, ISSN 1860-5850 (Digitalisat)
- Kindeswohl und Soziale Arbeit. In:  EthikJournal. Berliner Institut für Christliche Ethik und Politik, Berlin 1.2013, 2, S. 1–18, ISSN 2196-2480 (Digitalisat)
- Die Sorge für unser gemeinsames Haus! Herausforderungen der bahnbrechenden Enzyklika Laudato si' von Papst Franziskus (= Linzer Beiträge zu Wirtschaft – Ethik – Gesellschaft 8). Katholische Privatuniversität Linz, Linz 2016, ISSN 2071-0844 (Digitalisat)
- Aufstand für das Leben. 'Die Bremer Stadtmusikanten' und 'Der Hauptmann von Köpenick' – Zum 200. Geburtstag des Grimm’schen und zum 90. des Zuckmayer’schen Märchens. Tectum, Baden-Baden 2019, ISBN 978-3-8288-4383-7. (Digitalisat)

### Herausgeber
- Brennpunkt Sozialethik. Theorien, Aufgaben, Methoden (FS Franz Furger). Mit Marianne Heimbach-Steins und Joachim Wiemeyer, Herder, Freiburg / Basel / Wien 1995, ISBN 3-451-23634-6.
- Einführung in die Sozialethik (= Münsteraner Einführung in die Theologie 3). Mit Franz Furger und Karl-Wilhelm Dahm, Lit, Münster 1996, ISBN 3-8258-2267-2.
- Die Identität des Glaubens in den Kulturen. Das Inkulturationsparadigma auf dem Prüfstand. Mit Christoph Lienkamp, Echter, Würzburg 1997, ISBN 978-3-429-01922-8.
- Visionen des Konzils. 30 Jahre Pastoralkonstitution 'Die Kirche in der Welt von heute' (Schriften des Instituts für Christliche Sozialwissenschaften 36). Mit Gotthard Fuchs, Lit, Münster 1997, ISBN 3-8258-2807-7.
- Franz Furger. Christliche Sozialethik in pluraler Gesellschaft. Mit Marianne Heimbach-Steins und Joachim Wiemeyer, Lit, Münster 1998, ISBN 3-8258-3527-8.
- As strange as the world. Annäherungen an das Werk des Erzählers und Filmemachers Paul Auster. Lit, Münster 2002, ISBN 978-3-8258-6046-2.
- Die Evolution verbessern? Utopien der Gentechnik. Bonifatius, Paderborn 2002, ISBN 978-3-89710-192-0.
- Wettstreit um Ressourcen. Konflikte um Klima, Wasser und Boden. Mit Ulrich Schneckener, Arnulf von Scheliha und Britta Klagge, oekom, München 2014, ISBN 978-3-86581-421-0.